# 位相変調
位相変調（いそうへんちょう、英語: phase modulation; PM、フェーズ・モジュレーション）とは、情報を搬送波の位相の変化で伝達する変調方式である。φmとも言う。
アナログ信号を位相変調する方式は、相対的で連続した位相変化で情報を伝達する。複素平面上では円周上を連続的に移動するため定振幅性を有する。

## 概要

### アナログPM

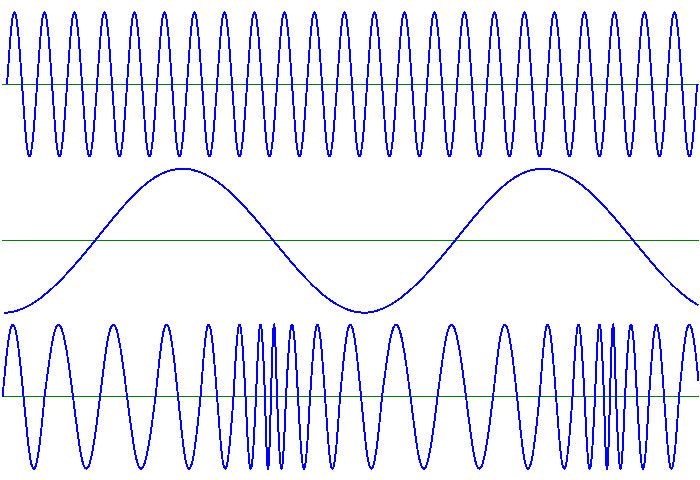
PM変調の原理　上：搬送波，中：信号波，下：被変調波

アナログ信号の位相変調は変調信号を時間微分して周波数変調したものと等価である。アマチュア無線や業務無線で広く使われているアナログFMは、変調信号が時間微分されているので、正しくは位相変調である。理由は、原理の項を参照のこと。

### デジタルPM
デジタル信号を位相変調する方式はPSK（英語: phase-shift keying）と呼ばれ、複素平面上に絶対的な位相の座標を割り当て、変調データに応じて、割り当てられた位相の座標を飛び回る。座標を飛び回る際に振幅が変化してしまうため、アナログPMとは異なり、定振幅性を有しない。携帯電話、アマチュア無線などに用いられている。詳しくは、位相偏移変調を参照のこと。

## 原理

例。伝送信号 (青) が 搬送波 (赤) を変調した結果、変調信号 (緑) を得る。 g(t) = π/2 * sin(2*2πt+ π/2*sin(3*2πt))

変調周波数{\displaystyle \omega _{m}}と位相{\displaystyle \phi _{m}}で表される伝送信号
{\displaystyle m(t)=M\sin \left(\omega _{\mathrm {m} }t+\phi _{\mathrm {m} }\right)},
と、信号により変調される搬送波
{\displaystyle c(t)=C\sin \left(\omega _{\mathrm {c} }t+\phi _{\mathrm {c} }\right)}.
を考える。変調信号は次の式で示される。
{\displaystyle y(t)=C\sin \left(\omega _{\mathrm {c} }t+m(t)+\phi _{\mathrm {c} }\right)},
ここで、{\displaystyle m(t)}は位相によって変調されたことが分かる。

## デジタル変調の種類
BPSK
2位相偏移変調。位相を180°反転させることにより変調する方式。
QPSK
4位相偏移変調。携帯電話などに用いられている。
PSK31
2000年頃からアマチュア無線で使用されている文字通信方式。占有周波数帯域は31Hzと狭く、2バイト文字を用いることも可能。トランシーバーとコンピュータを接続し、通信ソフトウェアをインストールするだけで簡単に運用できる。電波型式はG1Bとなる。公式サイト